# 아니타 팔렌버그

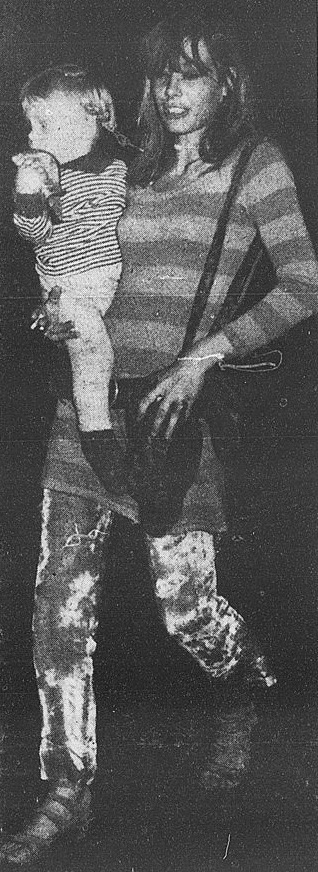

아니타 팔렌버그(Anita Pallenberg, 1942년 4월 6일 ~ 2017년 6월 13일)는 이탈리아의 모델, 영화배우, 패션 디자이너이다.
로마에서 태어났으며 치체스터에서 사망하였다. 사인은 간염이다.

## 영화
- 롤링 스톤즈의 프랑스 은둔기 (2010년)
- 셰리 (2009년)
- 고 고 테일스 (2007년)
- 미스터 론리 (2007년)
- 사랑의 악마 (1998년)
- Le Berceau de cristal (1976)
- 행동 (1970년)
- 원 플러스 원 (1968년) - 본인 역
- 바바렐라 (1968년) - 그레이트 타이런트 역